# Aldo Luigi Rizzo

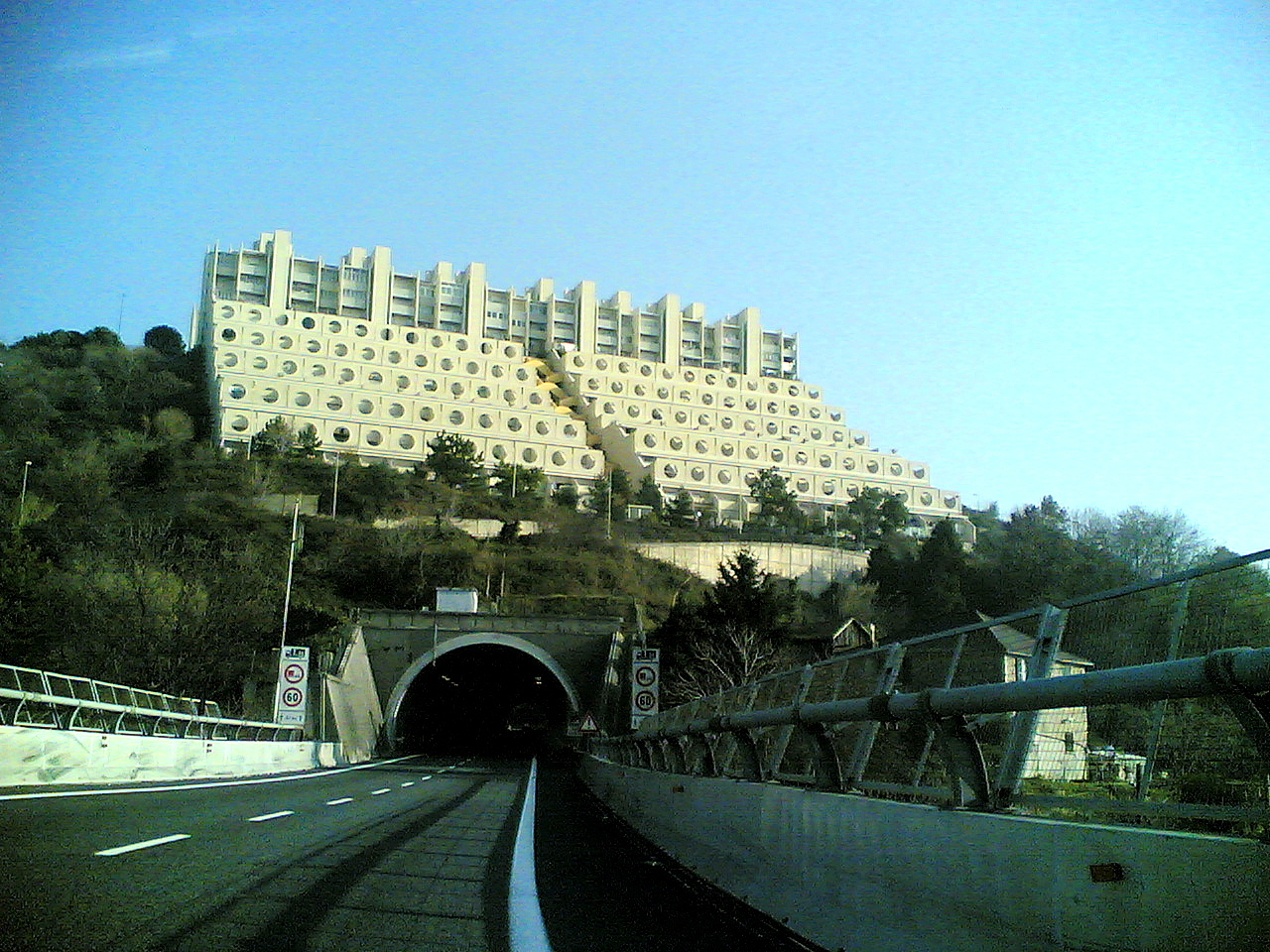
"Le Lavatrici", uno dei complessi edilizi più iconici di Aldo Luigi Rizzo

Aldo Luigi Rizzo (Legnano, 29 marzo 1930 – Genova, 28 giugno 2020) è stato un architetto e pittore italiano.

## Biografia
Dopo aver fatto tirocinio con lo scultore Mario Radice, si laureò al Politecnico di Milano avendo per relatore Luigi Carlo Daneri. 
Dopo un'attività nello studio di Carlo Bernasconi, aprì il proprio atelier a Genova nel 1959 insieme all'ingegnere Aldo Pino, con cui collaborerà a tutti i progetti.
Ebbe incarichi anche alla Facoltà di Architettura di Genova.

## Principali opere

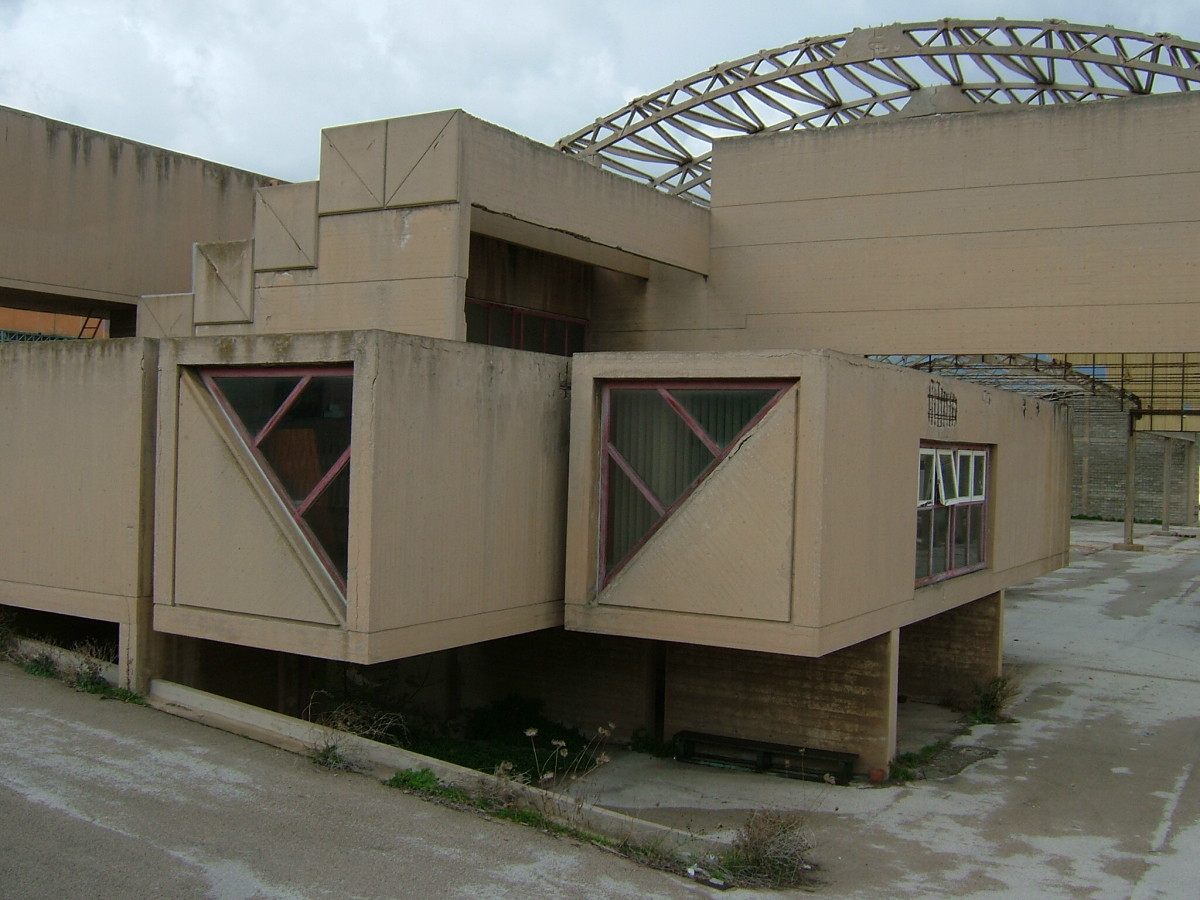
Dettaglio della C.I.ME.L. di Porto Torres; edificio lasciato incompiuto ed abbandonato

- 1957 Edificio d'abitazione multipiano a Genova
- 1958 Edificio Scolastico a Meda (in collaborazione con lo Studio Asnaghi)
- 1959 Primo stabilimento Coca Cola a Genova Borzoli, nel 1962 realizzò anche il secondo stabilimento
- 1961 Due edifici in via privata Arezzo a Genova
- 1962 Case a gradoni a Genova loc. Polanesi
- 1962 Rifugio alpino a Pontechianale in Val Varaita
- 1962 Scuola di avviamento professionale a Macerata Feltria
- 1963 Due edifici in c.so Italia a Genova
- 1969 Municipio a Fermignano
- 1969 Ufficio CIMEL a Porto Torres
- 1970 Scuola Media Inferiore “A. De Toni” a Genova
- 1972 "Case dei Maestri" a Deiva Marina (completate negli anni '80)
- 1973 Scuola Media “Salvatore Quasimodo” a  Genova Prà
- 1979 Quartiere di edilizia convenzionata a Sant'Eusebio a Genova
- 1980-89 Quartiere San Pietro detto le “Lavatrici” a  Genova Prà
- 1992-97 Nuovo Terminal Traghetti a  Genova, (in collaborazione con lo Studio 4)